# 1996 en Colombie-Britannique
Chronologie de la Colombie-Britannique
- 1992
- 1993
- 1994
- 1995
- 1996
- 1997
- 1998
- 1999
- 2000

Cette page concerne des événements qui se sont produits durant l'année 1996 dans la province canadienne de Colombie-Britannique.

## Politique
- Premier ministre :
- Chef de l'Opposition : Gordon Campbell du Parti libéral de la Colombie-Britannique
- Lieutenant-gouverneur : Garde Gardom
- Législature :

## Événements
- 28 mai : élection générale en Colombie-Britannique — le Nouveau Parti démocratique conserve sa majorité à l'Assemblée législative ; le Parti libéral forme l'opposition officielle.

## Naissances
- 24 mars à Victoria[1] : Désirée, auteure-compositrice-interprète québécoise[2] .

- 11 mai à Comox : Adin Hill, joueur professionnel canadien de hockey sur glace qui évolue au poste de gardien de but.

- 18 décembre à Victoria : Caileigh Filmer,  rameuse d'aviron canadienne.

## Décès
- 21 août : John Ellis Adams dit Jack (né le 5 mai 1920 à Calgary en Alberta - mort à Surrey), joueur de hockey sur glace professionnel de la Ligue nationale de hockey[3],[4]. Il y a joué une saison en 1940-1941. Il fut échangé aux Bisons de Buffalo de la Ligue américaine de hockey en janvier 1946.